# Небојша Јовановић (бициклиста)
Небојша Јовановић (рођен 27. марта 1983. у Београду) је професионални бициклиста и репрезентативац Србије. Тренутно вози у чешком тиму „Спарта“ из Прага.

## Спортска биографија
Небојша Јовановић је освојио титулу националног првака 2004. године. Представљао је Србију на олимпијским играма у Пекингу 2008. године. Јовановић је маршруту од 245 km савладао за шест сати и 49,59 минута. Златну медаљу освојио је Шпанац Самуел Санчез који је победио временом шест сати, 23 минута и 49 стотих. На трци Кроз Србију у јуну 2009. успрео је да се попне на победничко постоље победивши у шестој етапи.